# Oddziały zaporowe
Oddziały zaporowe – oddziały (pododdziały) wojskowe rozmieszczone na tyłach lub tuż za głównymi siłami, której zadaniem jest utrzymanie dyscypliny wojskowej, zapobieganie ucieczce żołnierzy z pola walki, wyłapywanie szpiegów, sabotażystów i dezerterów oraz przywracanie do szeregu żołnierzy, którzy uciekli z pola bitwy lub pozostają w tyle za swoimi oddziałami. Oddziały zaporowe różnią się od żandarmerii wojskowej, ponieważ oddziały zaporowe wywierają swój wpływ poprzez fizyczną obecność w pobliżu określonych jednostek, jako środek zapobiegawczy przed niekontrolowanym wycofywaniem się i innymi szkodliwymi działaniami, podczas gdy żandarmeria wojskowa zatrzymuje i kontroluje tych, którzy już popełnili przestępstwo, zazwyczaj na większym obszarze.

## Armia Stanów Skonfederowanych

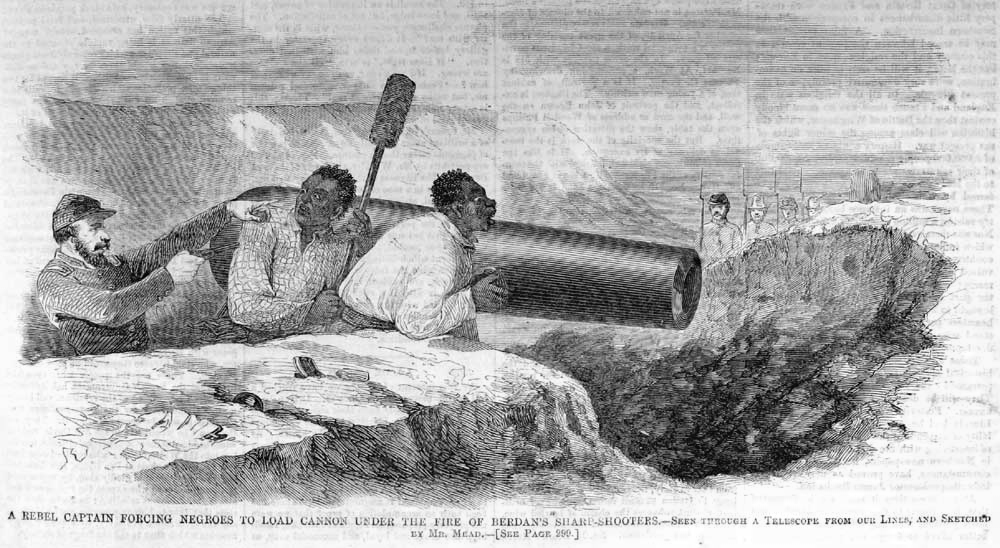
Ilustracja z 1862 roku przedstawiająca oficera Konfederacji zmuszającego niewolników pod groźbą broni do ładowania armaty w czasie walki z żołnierzami Unii

Podczas wojny secesyjnej niektórzy żołnierze Konfederacji mieli zmuszać swoich czarnoskórych niewolników do walki z żołnierzami Unii, trzymając ich pod groźbą użycia broni. Według Johna Parkera, niewolnika, którego Konfederaci zmusili do udziału w walkach podczas I bitwy pod Bull Run, „nasi panowie robili wszystko, co mogli, abyśmy walczyli [...] Obiecali nam wolność i pieniądze, ale nikt z nas im nie uwierzył; walczyliśmy tylko dlatego, że musieliśmy”. Podczas oblężenia Yorktown załogi artylerii Konfederatów zaczęły zmuszać czarnych niewolników pod groźbą broni do ładowania ich dział. Było to odpowiedzią na działania 1 Pułku Strzelców Wyborowych Stanów Zjednoczonych, który zadał ciężkie straty artylerzystom Konfederacji podczas oblężenia. Oficer tego pułku donosił: „Zmuszali swoich Murzynów do ładowania armaty. Strzelali do nich, jeśli nie chcieli załadować armaty, a my ich strzelaliśmy, kiedy to robili”.

## Hiszpańska Armia Ludowa
Podczas wojny domowej w Hiszpanii wielu żołnierzy i oficerów Hiszpańskiej Armii Ludowej zostało straconych za wycofanie się bez rozkazu. Podczas bitwy pod Seseñą żołnierze republikańscy zabili swojego dowódcę Ildefonso Puigdendolasa po tym, jak ten próbował użyć oddziałów zaporowych przeciwko nim. Podczas bitwy nad Ebro dowództwo republikańskie nakazało swoim żołnierzom twarde stawianie oporu nacjonalistycznym kontratakom i nieopuszczanie swoich pozycji, zabijając żołnierzy lub oficerów, którzy wycofali się wbrew rozkazom.

## Chorwacka Gwardia Domowa
Podczas II wojny światowej niektóre oddziały milicji Ustaszy zostały rozmieszczone na flankach mniej zaufanych oddziałów Chorwackiej Gwardii Domowej, aby zapobiec dezercjom podczas działań bojowych przeciwko jugosłowiańskim partyzantom.

## Narodowa Armia Rewolucyjna
Podczas bitwy o Nankin w czasie II wojny chińsko-japońskiej batalion 36 Dywizji Narodowej Armii Rewolucyjnej stacjonował przy Bramie Yijiang z rozkazem strzeżenia bramy i „nie wpuszczania nikogo”. 12 grudnia 1937 roku Narodowa Armia Rewolucyjna załamała się w obliczu ofensywy Cesarskiej Armii Japońskiej, a różne oddziały próbowały wycofać się przez bramę bez rozkazu. Batalion odpowiedział otwarciem ognia i zabiciem dużej liczby wycofujących się jednostek chińskich oraz uciekających cywilów.

## Armia Czerwona

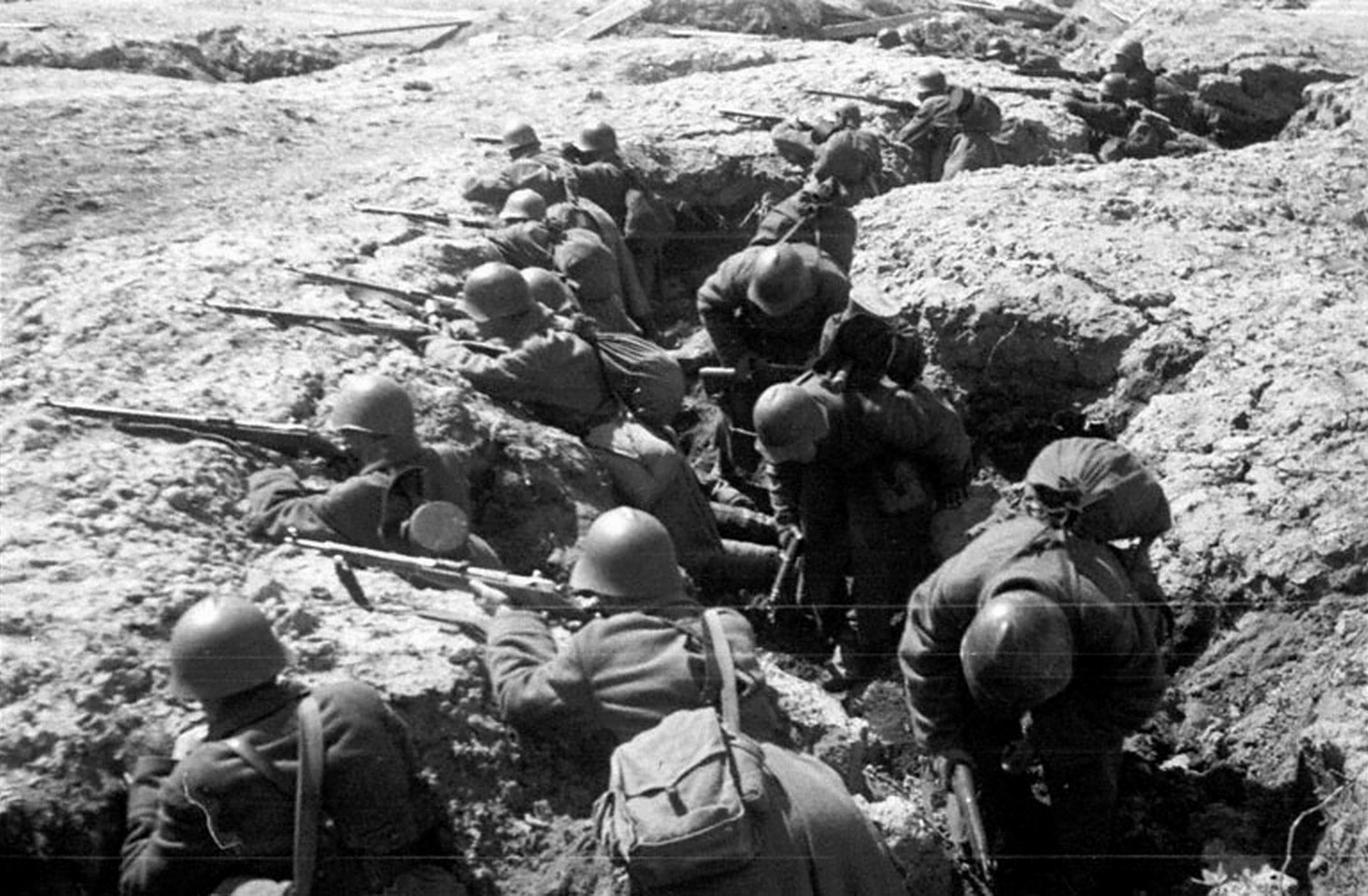
Żołnierze oddziału zaporowego na Froncie Leningradzkim, czerwiec 1942

W Armii Czerwonej koncepcja oddziałów zaporowych (ros. заградительные отряды, zagraditielnyje otriady) pojawiła się po raz pierwszy w sierpniu 1918 roku.
Pierwsze użycie oddziałów zaporowych przez Armię Czerwoną miało miejsce późnym latem i jesienią 1918 roku na Froncie Wschodnim podczas rosyjskiej wojny domowej, kiedy Komisarz Ludowy ds. Armii i Marynarki Wojennej Lew Trocki upoważnił Michaiła Tuchaczewskiego, dowódcę sowieckiej 1 Armii, do rozmieszczenia oddziałów zaporowych za niepewnymi pułkami piechoty Armii Czerwonej w 1 Armii, z rozkazem strzelania, jeśli oddziały na linii frontu zdezerterują lub wycofają się bez pozwolenia.
W grudniu 1918 roku Trocki nakazał utworzenie dodatkowych oddziałów zaporowych w celu przydzielenia ich do każdej formacji piechoty w Armii Czerwonej. 18 grudnia wysłał telegram:

Jak wygląda sytuacja z jednostkami zaporowymi? O ile mi wiadomo, nie zostały one włączone do naszej organizacji i wygląda na to, że nie mają żadnego personelu. Absolutnie konieczne jest, abyśmy mieli przynajmniej zalążkową sieć jednostek zaporowych i abyśmy opracowali procedurę ich wzmocnienia i rozmieszczenia

Oddziały zaporowe były wykorzystywane przez bolszewików również do egzekwowania kontroli nad rekwizycjami żywności na obszarach kontrolowanych przez Armię Czerwoną w ramach polityki komunizmu wojennego, co przyniosło im nienawiść rosyjskiej ludności cywilnej.
W 1919 roku 612 „twardych” dezerterów z ogólnej liczby 837 000 uchylających się od poboru i dezerterów zostało straconych zgodnie z zarządzeniami Trockiego. Według Orlando Figesa „większość dezerterów (większość zarejestrowanych jako „słabowolni”) została przekazana władzom wojskowym i uformowana w nowe jednostki w celu przeniesienia do jednej z armii tyłowych lub bezpośrednio na front”. Nawet ci zarejestrowani jako „twardzi” dezerterzy zostali przywróceni do szeregów, gdy zapotrzebowanie na posiłki stało się rozpaczliwe”. Figes zauważył również, że Armia Czerwona wprowadzała tygodniowe amnestie, aby okresowo zakazać stosowania środków karnych przeciwko dezerterom, co doprowadziło do dobrowolnego powrotu 98 000 – 132 000 dezerterów do armii.
Koncepcja oddziałów zaporowych została ponownie wprowadzona na szeroką skalę w Armii Czerwonej podczas II wojny światowej. 27 czerwca 1941 roku, w odpowiedzi na doniesienia o rozpadzie jednostek w bitwie i dezercji z szeregów radzieckiej Armii Czerwonej, 3 Departament (wojskowy kontrwywiad Armii Czerwonej) Ludowego Komisariatu Obrony ZSRR wydał dyrektywę powołującą mobilne oddziały zaporowe złożone z personelu tajnej policji NKWD do działania na drogach, liniach kolejowych, w lasach itp. w celu łapania „dezerterów i podejrzanych osób”. Wraz z ciągłym pogarszaniem się sytuacji militarnej w obliczu niemieckiej ofensywy z 1941 roku oddziały NKWD otrzymały nową misję: zapobieganie nieautoryzowanemu wycofaniu sił Armii Czerwonej z linii frontu.
12 września 1941 roku Józef Stalin zatwierdził Dyrektywę Stawki nr 1919 (ros. Директива Ставки ВГК №001919) dotyczącą utworzenia oddziałów zaporowych w dywizjach strzeleckich Frontu Południowo-Zachodniego w celu powstrzymywania panicznych odwrotów. Każda dywizja Armii Czerwonej miała mieć oddział zaporowy wyposażony we własne środki transportu w sile jednej kompanii na każdy pułk. Ich głównym celem było utrzymanie ścisłej dyscypliny wojskowej i zapobieganie dezintegracji linii frontu wszelkimi sposobami.
W 1942 roku, po wydaniu Dyrektywy Stawki nr 227 (ros. Директива Ставки ВГК №227) z 28 lipca 1942 roku, na mocy której utworzono bataliony karne, oddziały zaporowe były również używane w celu zapobiegania wycofywaniu się lub dezercji oddziałów karnych. Personel karnych jednostek wojskowych był zawsze zabezpieczony od tyłu przez oddziały zaporowe NKWD, a nie te tworzone przez zwykłą piechotę Armii Czerwonej.
Raport do Komisarza Generalnego Bezpieczeństwa Państwowego (szefa NKWD) Ławrientija Berii z 10 października 1941 roku odnotował, że od początku wojny oddziały zaporowe NKWD zatrzymały łącznie 657 364 wycofujących się szpiegów, zdrajców, podżegaczy i dezerterów, z czego 25 878 zostało aresztowanych (a z tej liczby 10 201 zostało skazanych na śmierć przez sąd wojskowy, reszta powróciła do czynnej służby).
Rozkaz nr 227 przewidywał również pojmanie lub rozstrzelanie „tchórzy” i uciekających spanikowanych oddziałów na tyłach przez oddziały zaporowe, które w ciągu pierwszych trzech miesięcy rozstrzelały 1000 żołnierzy oddziałów karnych i wysłały kolejnych 24 993 ludzi do tych karnych jednostek
Według oficjalnego listu skierowanego w październiku 1941 roku do Ławrientija Berii, w okresie od początku operacji Barbarossa do początku grudnia 1941 roku oddziały NKWD zatrzymały 657 364 żołnierzy, którzy  uciekli z frontu i znaleźli się za swoimi liniami. Spośród tych zatrzymanych aresztowano 25 878, a pozostałych 632 486 ponownie uformowano w oddziały i odesłano z powrotem na front. Wśród aresztowanych znalazło się 1505 oskarżonych o szpiegostwo, 308 sabotażystów, 2621 zdrajców, 2643 „tchórzy i alarmistów”, 3987 roznosicieli „prowokacyjnych plotek” i 4371 innych. 10 201 z nich zostało rozstrzelanych, co oznacza, że około 1,5% aresztowanych zostało skazanych przez trybunały wojskowe na karę śmierci.
Richard Overy podaje, że łączna liczba skazanych na rozstrzelanie w czasie wojny wyniosła 158 000.
W celu dokładnego sprawdzenia żołnierzy Armii Czerwonej, którzy znaleźli się w niewoli lub zostali otoczeni przez wroga, decyzją Państwowego Komitetu Obrony nr 1069ss z 27 grudnia 1941 roku w każdej armii utworzono punkty zborne i przerzutowe oraz zorganizowano specjalne obozy NKWD.
29 października 1944 roku, na mocy Rozkazu nr 0349 Ludowego Komisarza Obrony Józefa Stalina, oddziały zaporowe zostały rozwiązane z powodu znaczącej poprawy sytuacji na froncie. Ich personel dołączył do jednostek strzeleckich. Jednak niektóre oddziały nadal były wykorzystywane w półoficjalnym charakterze do 1945 roku.

## Syryjska Armia Arabska
Na początkowym etapie wojny domowej w Syrii pojawiły się informacje, że żołnierze sił regularnych wysłani w celu stłumienia protestów byli otoczeni zewnętrznym kordonem obsadzonym przez siły znane z lojalności wobec reżimu al-Assada, z rozkazem strzelania do tych, którzy odmawiali wykonania rozkazów lub próbowali uciec.

## Siły Zbrojne Federacji Rosyjskiej
Fedir Wenisławski, członek Komisji ds. Bezpieczeństwa Narodowego i Obrony Rady Najwyższej Ukrainy, stwierdził, że rosyjskie wojska wykorzystały czeczeński personel ze 141 Specjalnego Pułku Zmotoryzowanego jako oddziały zaporowe do powstrzymywania dezerterów, którzy próbowali opuścić strefę walk podczas pełnoskalowej inwazji na Ukrainę w 2022 roku. W październiku 2022 roku ukraiński wywiad wojskowy opublikował rzekomą rozmowę telefoniczną, w której rosyjski żołnierz opisał zarówno swoje zadanie zabijania więźniów zwerbowanych z kolonii karnych przez Grupę Wagnera, gdyby się wycofywali, jak i to, że zostanie zabity przez innych, gdyby sam się wycofał. W listopadzie brytyjskie Ministerstwo Obrony oficjalnie twierdziło, że Rosja używa jednostek zaporowych. W odezwie do prezydenta Rosji Władimira Putina opublikowanej 25 marca 2023 roku członkowie oddziału, którego zadaniem było zaatakowanie Wuhłedaru, twierdzili, że ich dowódcy wykorzystywali oddziały zaporowe, aby zmusić ich do prowadzenia natarcia. W październiku 2023 roku członek rosyjskiej Dumy Państwowej Giennadij Siemigin otwarcie pochwalił rolę „kadyrowców” jako oddziałów zaporowych na Ukrainie. W odpowiedzi spotkał się z powszechną krytyką i oskarżeniami, że sugeruje, jakoby rosyjscy żołnierze mieli być tchórzami.

## Siły Zbrojne Ukrainy
W wywiadzie dla telewizji wojskowej Armija TV ukraiński wojskowy Dmytro Kucharczuk powiedział, że jego jednostka została przydzielona do 110 Brygady Obrony Terytorialnej w 2022 roku jako „oddziały motywacyjne”, co niektórzy zinterpretowali jako przyznanie się do wykorzystywania żołnierzy dawnego Pułku „Azow” jako oddziałów zaporowych. Jednak bezpośrednio po tych słowach Kucharczuk omówił działania bojowe, które jego żołnierze przeprowadzili wraz z tą jednostką, sugerując, że „motywacją” było posiadanie w szeregach weteranów, których obecność wzmacnia morale.

## W kulturze masowej
Film Wróg u bram z 2001 roku pokazuje komisarzy politycznych Armii Czerwonej i oddziały zaporowe używające karabinów maszynowych Maxim wz. 1910 oraz broni osobistej do rozstrzeliwania wycofujących się niedobitków z nieudanego ataku na niemiecką pozycję podczas bitwy stalingradzkiej. Film błędnie przedstawia rolę oddziałów zaporowych w Armii Czerwonej. Chociaż w pokazywanym okresie obowiązywał już Rozkaz nr 227, który stał się znany jako „Ani kroku wstecz!” (ros. Ни шагу назад!, Ni szagu nazad!), to strzelcy karabinów maszynowych nie byli umieszczani za regularnymi jednostkami Armii Czerwonej z rozkazem zabijania każdego, kto się wycofuje (w takiej roli byli wykorzystywani tylko w oddziałach karnych). Zgodnie z Rozkazem nr 227 każdy oddział miał posiadać od trzech do pięciu oddziałów zaporowych przypadających na każde 200 osób personelu liniowego.
W południowokoreańskim filmie My Way z 2011 roku również pojawiają się oddziały zaporowe strzelające do wycofujących się sowieckich żołnierzy podczas szarży.
W chińskim filmie 800 z 2020 roku żołnierze Kuomintangu strzelają do dezerterów podczas bitwy o Szanghaj.